# La Polka des menottes
Pour plus de détails, voir Fiche technique et Distribution.
La Polka des menottes est un film français réalisé par Raoul André, sorti en 1957

## Synopsis
À la suite d'une dispute avec son trop bruyant voisin le professeur Charles Magne, la jeune Élisabeth croit l'avoir tué et va se livrer à la police. Son père et son fiancé s'accusent à leur tour pour la sauver. Le commissaire n'y comprend plus rien, d'autant plus que deux autres personnes s'accusent aussi du crime, alors que le cadavre est introuvable. Et pour cause, Charles Magne n'était qu'étourdi. L'explication finale aura lieu au commissariat où se retrouveront tous les protagonistes pour une polka des menottes endiablée.

## Fiche technique
- Titre : La Polka des menottes
- Réalisation : Raoul André, assisté de  Claude Clément, Serge Friedman
- Scénario, adaptation et dialogues : Raymond Caillava
- Décors : Pierre Duquesne, assisté de Marc Frédérix
- Photographie : Robert Juillard
- Opérateur : Claude Robin
- Montage : Gabriel Rongier
- Son : Robert Biart
- Musique : Gérard Calvi
- Script-girl : Madeleine Santucci
- Régisseur général : René Noël
- Ensemblier : Roger Volper
- Coiffures : Simone Knapp
- Les robes de P. Audret ont été dessinées par José et exécutées par Jean Maurice
- Photographe de plateau : Apoteker
- Tournage du 22 octobre au 1er décembre 1956, dans les studios de Boulogne
- Sociétés de production : Prosagor, Dispat Films
- Chef de production : Sacha Gordine
- Distribution : Dispat Films
- Tirage : Laboratoire Franay L.T.C.
- Enregistrement : Optiphone système Western Electric magnétique
- Animation : R. Deshayes
- Pays :  France
- Format : Pellicule 35 mm, noir et blanc
- Durée : 90 min
- Genre : Film policier, comédie policière
- Date de sortie : 
  - France : 4 septembre 1957
- Visa d'exploitation : 18964

## Distribution
- Pascale Audret : Élisabeth Matheu
- Mischa Auer : le professeur Charles Magne
- Francis Blanche : un voisin
- Sacha Pitoeff : Eugène Pinson, le clochard
- André Versini : le commissaire Denys
- Jean Lefebvre : l'inspecteur Martial
- Claude Rich : Pierrot, le fiancé d'Elisabeth
- René Blancard : M. Matheu, le père d'Elisabeth
- Simone Berthier : la bonne des Matheu
- Michèle Drey : Marie-Louise Magne, dite : Loulou, la voisine au petit chien
- Suzet Maïs : Mme Thibaud, la concierge
- Alain Bouvette : Roland, le naturaliste
- René Havard : Roger le Chinois
- Albert Michel : Abadie, l'agent du commissariat
- Jacques Dynam : le camionneur boulanger
- Elga Andersen : une infirmière
- Paul Demange : Gustave, l'accordéoniste
- Gaby Basset : la partenaire musicienne de Gustave
- Pierre Dac : l'homme en caleçon au commissariat
- Harry Max : le chef de cabinet du ministre
- Jacques Muller : le taxi
- Hubert de Lapparent : l'agent dans la rue
- Balpo : l'employé du magasin de malles
- Franck Maurice : un agent
- Georges Demas : l'agent qui amène le message
- Roger Canuto
- Jean-Pierre Dréan
- Claude Emy
- Jane Daury
- Et une partie de l'équipe technique dans la polka finale

## Autour du film
- L'action se passe à Paris, Quai Gordine, adresse de l’immeuble où sont domiciliés la famille Matheu et le professeur Charles Magne. Le commissariat de police est également situé dans cette voie. Ce lieu est purement fictif et a été inventé par le scénariste en référence au chef de production du film Sacha Gordine[réf. souhaitée].